# 桑布尔河畔热梅普
桑布尔河畔热梅普（法語：Jemeppe-sur-Sambre，法語發音：[ʒəmɛp syʁ sɑ̃bʁ]）是比利时瓦隆大区那慕爾省那慕爾區的一个市镇，位于桑布尔河畔，通行法语，是比利时法语社群的一部分，面积46.80平方千米，人口19,074人（2018年1月1日）。